# 加賀田地区

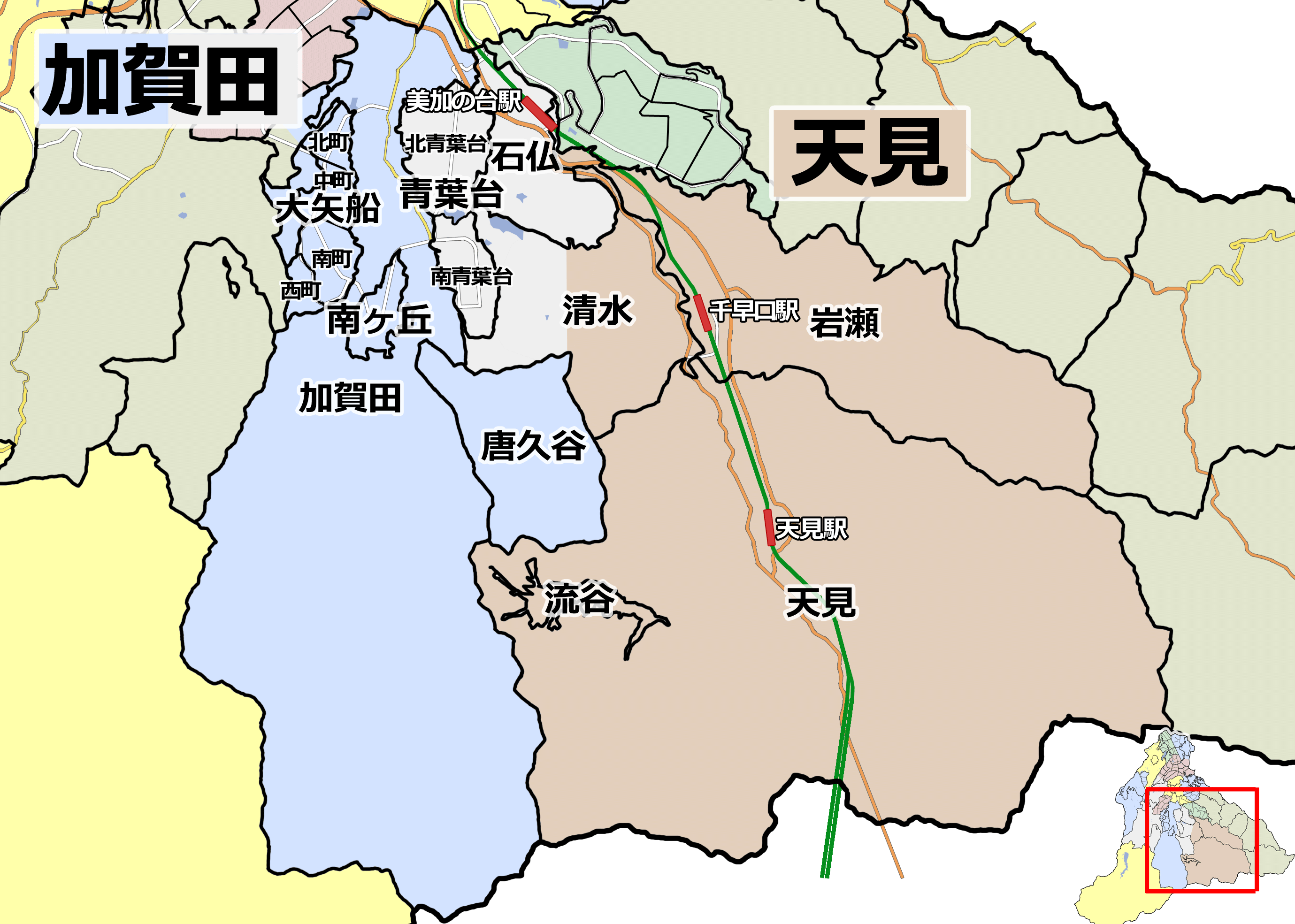
加賀田地区の地図
西（青色）:加賀田、中央（灰色）:石仏

加賀田地区（かがたちく）は、大阪府河内長野市内の一地域。河内長野市の南部に位置し、河内長野市の前身である南河内郡加賀田村（かがたむら）の地域である。

## 歴史・概要
大宝の創建を伝える岩湧寺や毛利時親の料所となっていたなど歴史は古く、南北朝期には文献に地名がみられる。高度経済成長期より、北部を中心に丘陵を開発し、青葉台をはじめとした住宅団地が連なっている。

### 加賀田村時代
- 1889年（明治22年）4月1日 - 町村制施行により、錦部郡石仏村、加賀田村、唐久谷村の区域をもって加賀田村が発足。村役場は現在の河内長野市立加賀田小学校に存在した。
- 1896年（明治29年）4月1日 - 加賀田村の所属が南河内郡に変更。
- 1954年（昭和29年）4月1日 - 長野町、天見村、川上村、高向村、三日市村と新設合併し、河内長野市の一地域となる。

### 河内長野市制施行以降
1968年（昭和43年）に北青葉台、翌年に南青葉台を始めとする小中規模のニュータウンの開発がされた。
- 1981年（昭和56年）4月1日 - 河内長野市立石仏小学校、河内長野市立加賀田中学校が開校する。
- 1983年（昭和58年）9月1日 - 南海高野線に美加の台駅が開業する。
- 1988年（昭和63年）12月 - 国道371号（バイパス）の上原町から新町橋南が開通。
- 1989年（平成元年）12月 - 国道371号の新町橋南から石仏北が開通する。
- 2003年（平成15年）3月 - 国道371号（石仏バイパス）の1工区が開通する[2]。

## 地理

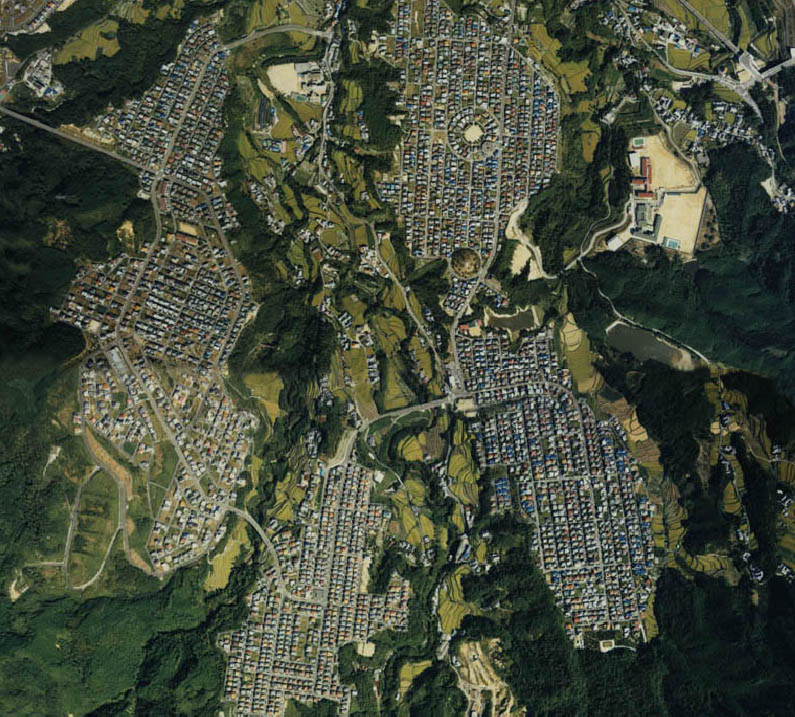
1980年代の加賀田地区

河内長野市の南部に位置する。全体的に山沿いの地域で、南端には五ツ辻や府県境の根古峰を有し、近辺には一徳防山や岩湧山がある。当地域の真ん中を縦断するように加賀田川が流れ、東端を天見川が流れている。また、加賀田川に沿うように府道221号加賀田片添線がある。

### 河川
- 加賀田川
- 天見川

## 地域

### 加賀田

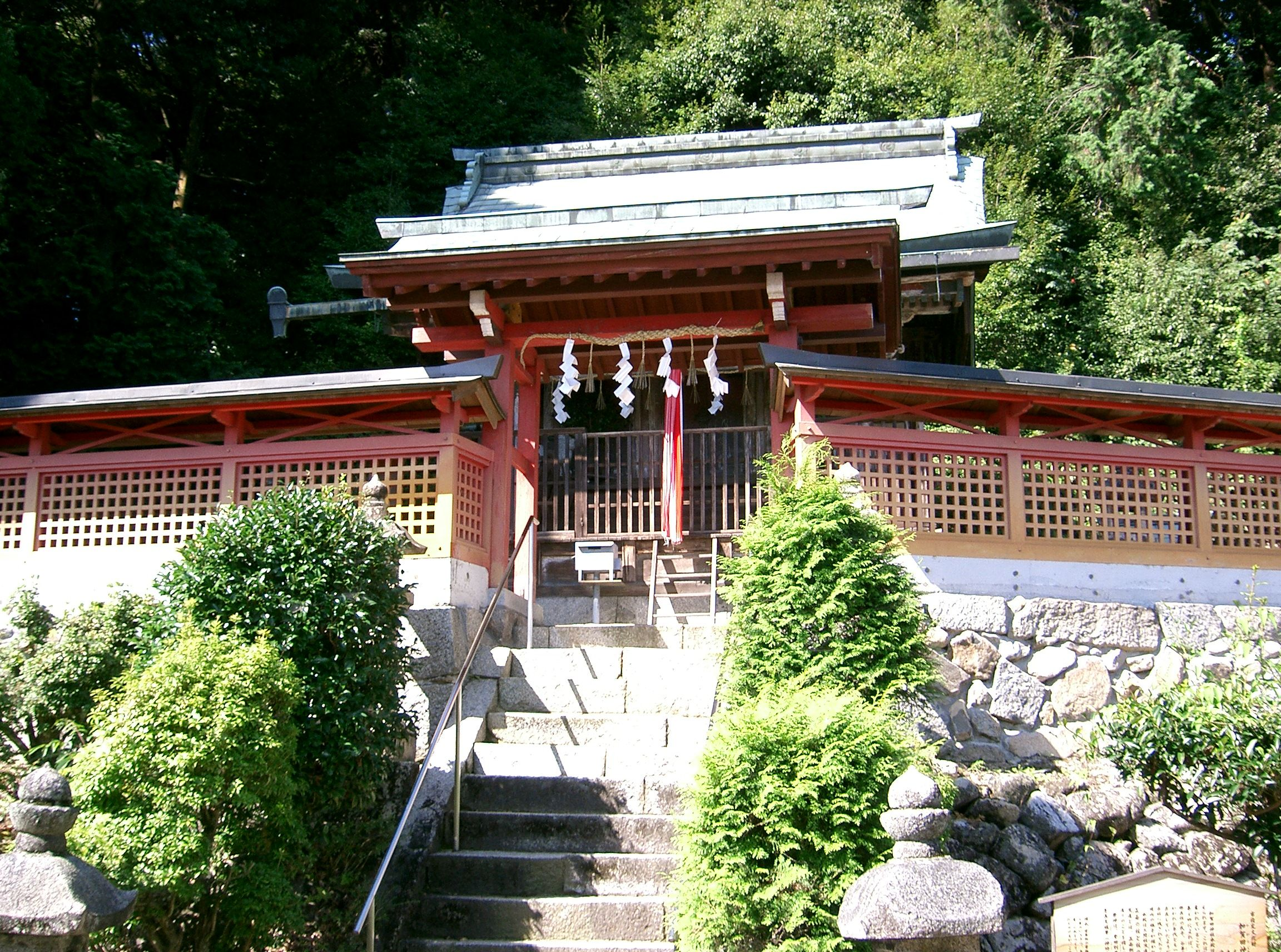
加賀田神社

町村制施行以前の加賀田村にあたる。加賀田地区の中心地として加賀田川沿いに村落を形成していたが、現在は周辺に多くの新興住宅地を有している。かつては青葉台や大矢船などの地区も含まれていたが、現在では宅地開発の行われていない地区のみを指す。
主な施設、旧跡など
- 岩湧寺
- 加賀田神社
- 伝大江時親邸跡
- 河内長野市立加賀田小学校
- JA大阪南加賀田支店
- ダイヤモンドトレール

### 唐久谷
読みは「からくだに」。町村制施行以前の唐久谷村にあたる。宅地開発は行われおらず、加賀田川の支流が北西する谷あいに古くからの集落が存在する。北部では東の清水から西の加賀田へとつながる広域農道が通っている。

### 石仏
読みは「いしぼとけ」。町村制施行以前の石仏村にあたる。北から新町、石仏で構成される。1915年には現在の南海電鉄が開通しているが、1957年に加賀田信号所が開設されるのみであった。現在は、後身の美加の台駅が1983年に開業し、当地区の最寄り駅となっている。新興住宅地南海美加の台は開発前、当地区も一部含まれていた。南部にある山には中世の石仏城跡があるが、1697年の石仏大火で記録が消失しており、詳細は分かっていない。
主な施設、旧跡など
- 美加の台駅（南海高野線）
- 石仏寺（阿弥陀寺） - 廃仏毀釈の影響で廃寺となり、2005年に新堂が再建された[3]。
  - 大師の井戸
- 石仏城跡
- 河内長野市立石仏小学校
- 河内長野市立加賀田中学校

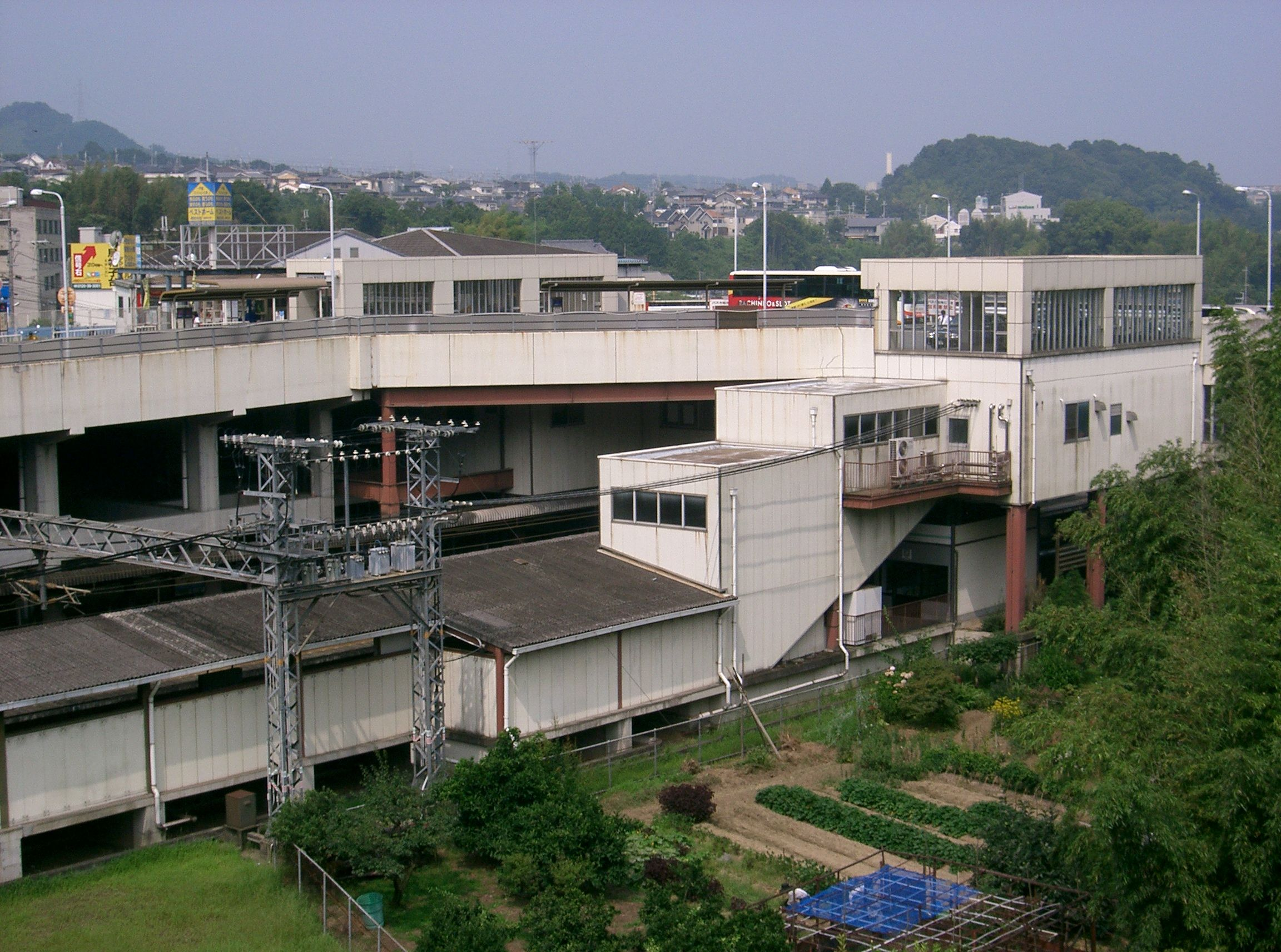
美加の台駅
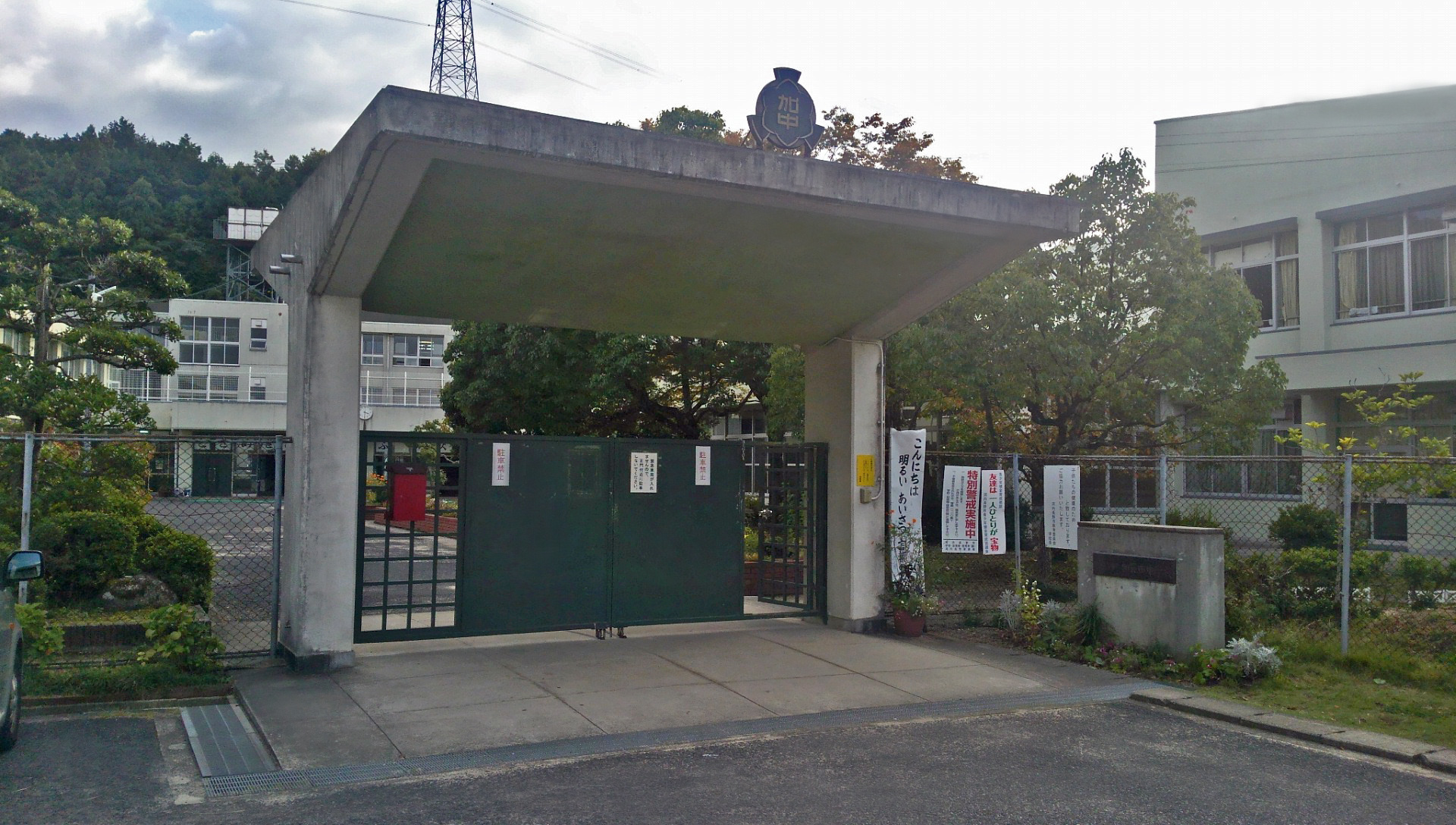
加賀田中学校

### 北青葉台、南青葉台
北青葉台は1968年から翌年にかけて青葉台ニュータウンとして、南青葉台は1969年から1972年にかけて青葉台ハイツとして、共に大登興産が開発した小規模ニュータウン。住居表示は1973年2月1日に制定された。都市公園としては北青葉台第1-8緑地、南青葉台第1-5公園がある。

### 大矢船北町、大矢船中町、大矢船南町、大矢船西町
読みは「おおやぶねきたまち」、「-なかまち」、「-みなみまち」、「-にしまち」。1970年から1974年にかけてイトーピア長野として伊藤忠不動産によって開発された小規模ニュータウン。名称の由来は宅地開発前、この地区が「大屋船」と呼ばれていたことに因る。住居表示は1986年11月1日に制定された。都市公園としては大矢船第1-12公園がある。
主な施設、旧跡など
- 河内長野警察署加賀田交番
- 河内長野ゴルフセンター

### 南ケ丘
1970年から1975年にかけて日生長野南として日生不動産によって開発された小規模ニュータウン。住居表示は1987年11月5日に制定された。都市公園には南ケ丘第1-5公園がある。

## 交通

### 鉄道
- 南海電気鉄道
  - 南海高野線：美加の台駅

美加の台駅は美加の台の住民の利用が大半で、当地域の住民は、路線バスなどで河内長野駅や三日市町駅を利用する。これは、当地域のニュータウンが美加の台駅開業の10年前に開発済みであったため、距離の遠い三日市町駅方面への道路網が発達したことに起因しており、現在も美加の台駅方面への直接アクセス可能な道路は整備されていない。

### 道路
- 国道371号（大阪橋本道路）
- 府道221号加賀田片添線